# Jackiopsis ornata
Jackiopsis ornata är en måreväxtart som först beskrevs av Nathaniel Wallich, och fick sitt nu gällande namn av Colin Ernest Ridsdale. Jackiopsis ornata ingår i släktet Jackiopsis och familjen måreväxter. Inga underarter finns listade i Catalogue of Life.